# Gila River-reservatet
Gila River-reservatet er et indianerreservat, der har hovedsæde i byen Sacaton, Arizona, USA.
Beliggenhed: 64 km syd for Phoenix i Maricopa County og Pinal County.
Stamme: Papago, Pima, Maricopa. Kendt for: Pima-kurvevævning og Maricopa-lerpotter.
Reservatet for indianerstammerne Pima og Maricopa er primært beskæftiget med landbrug og er en af Arizonas førende landbrugsregioner. Igennem en del af reservatet løber Estrella Mountains (fra spansk: "stjerne"), som er hjemsted for vildt dyreliv i ørkenen inklusive flokke af storhornede ørkenfår.